# 圣安东尼奥-阿文图雷鲁
圣安东尼奥-阿文图雷鲁是巴西米纳斯吉拉斯州的一个市镇。总面积138平方公里，总人口3489人，人口密度25.3人/平方公里。